# Viduidae
Los viduidos (Viduidae) son una familia de aves perteneciente al orden Passeriformes. Contiene 20 especies nativas de África que se denominan comúnmente viudas o viuditas. 
Sus miembros presentan un acusado dimorfismo sexual. En los machos predomina el plumaje negro y tienen una cola extremadamente larga, sobre todo en la época de celo, mientras que las hembras suelen ser de tonos pardos más discretos.
Son pájaros parásitos de puesta por lo que no nidifican, lo que hacen es dejar un huevo en el nido de otras especies, principalmente de la familia Estrildidae, quienes crían al polluelo de la viuda como propio.

## Especies
- Género Vidua
  - Vidua chalybeata - viuda senegalesa;
  - Vidua raricola - viuda jambandú;
  - Vidua larvaticola - viuda de Barka;
  - Vidua maryae - viuda del Jos;
  - Vidua nigeriae - viuda nigeriana;
  - Vidua funerea - viuda sombría;
  - Vidua codringtoni - viuda verdosa;
  - Vidua purpurascens - viuda purpúrea;
  - Vidua wilsoni - viuda de Wilson;
  - Vidua camerunensis - viuda camerunesa;
  - Vidua hypocherina - viuda metálica;
  - Vidua fischeri - viuda de Fischer;
  - Vidua regia - viuda real;
  - Vidua macroura - viuda colicinta;
  - Vidua togoensis - viuda togolesa;
  - Vidua interjecta - viuda chillona;
  - Vidua paradisaea - viuda del paraíso;
  - Vidua orientalis - viuda del Sahel;
  - Vidua obtusa - viuda coliancha;

- Género Anomalospiza
  - Anomalospiza imberbis - viuda anómala.